# Gossip Girl (knižní série)
Gossip Girl je knižní série od americké autorky Cecily von Ziegesarové. Tato série je vyprávěna tajemnou blogerkou Super Drbnou, která na všechny postavy prozradí vše, ale o sobě velmi málo.
Dílo má dvě série. V 1. sérii píše Super Drbna o Sereně van der Woodsen, Blair Waldorf, Natovi Archibaldovi, sourozencích Humphreyových a Vanesse Abrams. Jedná se o prvních 13 knih (respektive 12 + 1 prequel). V předposledním díle Nezapomeň na mne se Blair stěhuje do L.A. a v dalším díle Miluji tě napořád se vrací na prázdniny do NY.
V 2. sérii se objeví nové postavy. Do bytu Waldorfových se stěhuje rodina Carlylových. Teď píše Super Drbna o sourozencích Baby, Avery a Owenovi. Serena a ostatní už zde nevystupují.
Na motivy knižní série vznikly dva televizní seriál: Super drbna z let 2007–2012 a Super drbna z roku 2021.

## Knihy
1. Líbej mě
2. Ty víš, že mě miluješ
3. Nechci víc než všechno
4. Protože znám svou cenu
5. Tak se mi to líbí
6. Chci jedině tebe
7. Nikdo není lepší
8. Nic nás spolu neudrží
9. Jen ve tvých snech
10. Lhala bych ti ?
11. Nezapomeň na mne
12. Miluji tě napořád

Jak vše začalo
1. Gossip Girl - Kdo jiný než ty

1. Trojčata
2. You just can't get enough
3. Take a chance on me
4. Love the one you're with

## Hlavní postavy
| první série               | druhá série     |
| ------------------------- | --------------- |
| Chuck Bass                |                 |
| Blair Waldorfová          | Avery Carlylová |
| Serena van der Woodsenová | Baby Carlylová  |
| Nate Archibald            | Owen Carlyle    |
| Jenny Humphreyová         | Jack Laurentová |
| Dan Humphrey              |                 |
| Vanessa Abramsová         |                 |